# Food & Wine
《Food & Wine》是一份美国美食餐饮月刊，由Dotdash梅雷迪思出版，于1978年创刊。中文版名为《Food & Wine吃好喝好》，由华人文化集团旗下企业栩栩华生出版。杂志内容包括食谱、烹饪方法、旅游资讯、餐厅评论、厨师及葡萄酒搭配等。

## 概述
《Food & Wine》杂志创始于1978年。最初名为《国际美食与美酒评论》（The International Review of Food and Wine），先是以预印版发表于《花花公子》插页中，之后以杂志独立出版。1980年杂志被出售给美國運通。1981年，杂志名简化为《Food & Wine》。
2013年，美國運通公司出版业务被时代公司收购，杂志转归于时代公司旗下。
2017年，杂志拥有者时代公司被梅雷迪思公司收购，该杂志也归入梅雷迪思公司旗下，同时为削减成本，杂志总部由纽约市搬至阿拉巴马州伯明翰。
2021年，梅雷迪思公司被Dotdash收购，该杂志归为整合后的Dotdash梅雷迪思出版。
中文版《Food & Wine吃好喝好》于2019年7月创刊。

## 主编
- 1995年-2015年：Dana Cowin[10]
- 2016年：Nilou Motamed[11]
- 2017年-今：Hunter Lewis[12]

## 活动
自1988年起，该杂志每年都会选出10名“Food & Wine 全美最佳新銳主廚”。